# 대닐 해리스
더닐 해리스(Danneel Harris, 영어 발음: /dəˈniːl/, 1979년 3월 18일 ~ )는 미국의 배우이다.

## 출연 작품

### 영화
- 텐 인치 히어로 (2007, Ten Inch Hero)
- 해롤드와 쿠마 2: 관티나모로부터의 탈출 (2008)
- 익스트림 무비 (2008, Extreme Movie)
- 스틸 웨이팅... (2009, Still Waiting...)
- 파이어드 업! (2009)
- 룸메이트 (2010)
- 플랜 B (2010)
- 마디그라 세 남자의 여행 (2011, Mardi Gras: Spring Break)
- 해롤드와 쿠마의 크리스마스 (2011)
- Baby Boot Camp (2014)

### 텔레비전
- 원 라이프 투 리브 (1999-2004)
- 조이 (2004)
- 원 트리 힐 (2005-10)
- Friends with Benefits (2011)